# Alexander Bogen
Pour les articles homonymes, voir Bogen.
Alexander Bogen (hébreu : אלכסנדר בוגן ; 24 janvier 1916 — 20 octobre 2010) est un artiste plasticien polono-israélien, chef décoré de partisans pendant la Seconde Guerre mondiale, acteur clé de la culture yiddish du XXe siècle et l'un des pionniers de l'éducation artistique et des associations d'artistes dans l'État d'Israël.

## Biographie
Alexander Bogen est né à Tartu, en Estonie et a grandi à Vilnius. Encore jeune garçon, il a adhéré aux valeurs yiddish du groupe Yung Vilne, ainsi qu'à la culture polonaise moderne. Après ses études au lycée, il a été accepté à l'académie d'art Stefan Batory, affiliée à l'Université de Vilnius, où il a étudié la peinture et la sculpture. Ses parents étaient médecins. Son père venait d'une famille laïque et sa mère était la fille de Tuvia Ravitzki, rabbin de Vawkavysk (aujourd'hui en Biélorussie).
Ses études ont été interrompues par la Seconde Guerre mondiale. Bogen a rejoint les partisans et est devenu commandant d'une unité de partisans juifs dans les forêts du Lac Naratch. Il a enterré près du lac de nombreux dessins qu'il a réalisés à cette époque,. Il est retourné au ghetto de Vilnius en septembre 1943 et a contribué au sauvetage de membres de la Fareynikte Partizaner Organizatsye (FPO), un mouvement clandestin juif actif dans le ghetto et dirigé par le poète Abba Kovner, un de ses amis d'école,,.
À l'approche de la destruction du ghetto de Vilnius, Bogen et ses partisans ont tenté de sauver certaines personnes clés, dont Abraham Sutzkever. Avec l'aide des partisans soviétiques, ils ont finalement réussi à le faire passer à Moscou avec certains des dessins de Bogen, qui y ont été exposés plus tard,,.
Après la guerre, Bogen a terminé ses études universitaires, avec diplôme d'artiste de peinture monumentale à l'Académie d'art USB de Vilnius. En 1947, il est entré comme professeur à l'Académie des beaux-arts de Łódź et est devenu un artiste, scénographe et illustrateur de livres bien connu.
Parallèlement à sa reconnaissance en tant qu'artiste et héros de guerre, lauréat de plusieurs distinctions et récompenses ainsi que d'une grande exposition rétrospective (Musée municipal de Łódź, 1950), Bogen a été très actif dans la réanimation de la vie culturelle de la communauté juive dans la Pologne d'après-guerre,.
En 1951, Bogen et sa femme ont immigré en Israël, où ils se sont installés à Tel Aviv.

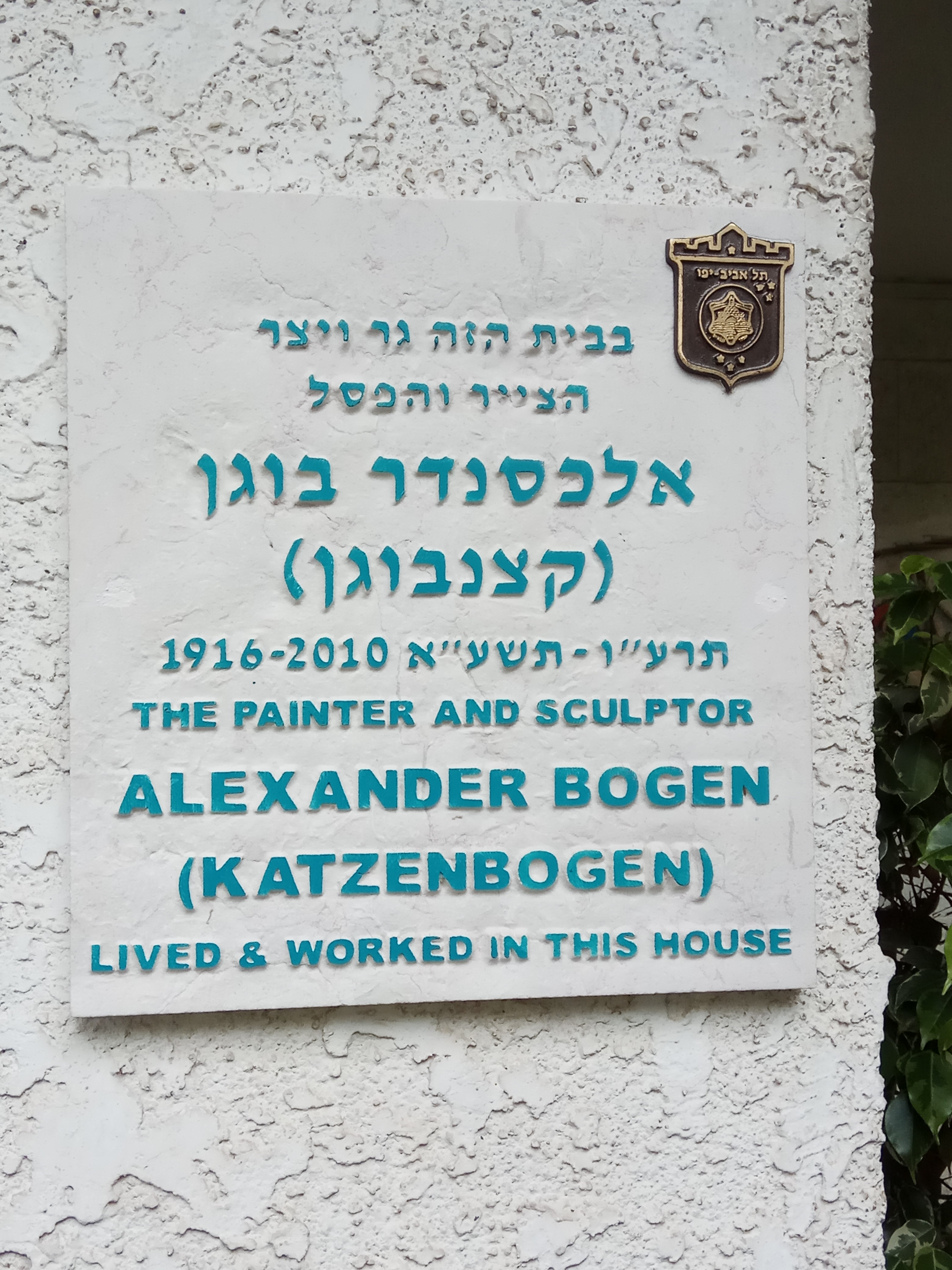
Plaque en l'honneur d'Alexander Bogen à Tel Aviv.

En Israël, Bogen a poursuivi ses activités culturelles et éducatives dans les arts. En 1957, il a créé le programme d'art de l'organisation internationale des femmes sionistes (WIZO) au  lycée Ironi Yud-Dalet à Tel Aviv, qu'il a dirigé pendant 22 ans. Bogen a terminé ses études d'art à l'École des Beaux Arts de Paris et a été professeur d'art à l'Université hébraïque de Jérusalem. Il a continué à peindre, dessiner et sculpter jusqu'à sa mort à 94 ans à Tel Aviv le 20 octobre 2010.
En juillet 2018, Ron Huldai, maire de Tel Aviv, a inauguré une plaque commémorative en l'honneur de Bogen sur la maison où il a vécu et travaillé.

## La résistance par l'art
Bogen a continué à dessiner pendant la guerre, documentant ce qu'il voyait

« Nous avons vu des enfants abandonnés. Nous avons vu des gens conduits au massacre.
Je n'ai pas posé un instant mon crayon.
Un artiste condamné à mort représentant des condamnés à l'extermination...
J'ai esquissé la forêt, mes frères d'armes, la bataille elle-même. Il n'y avait pas de table. Il n'y avait pas de peinture. Il n'y avait pas de papier.
J'ai trouvé du papier d'emballage. J'ai fabriqué de l'encre avec des myrtilles, un fixatif avec du lait pulvérisé et brûlé des branches sèches pour le charbon de bois de mes croquis.
Je me suis demandé pourquoi je dessinais, quand je me battais jour et nuit…
C'était quelque chose de similaire à la continuation biologique. Chaque homme, chaque peuple est intéressé à continuer son peuple, sa famille,
en mettant des enfants au monde pour l'avenir — en laissant cette chose unique.
Une autre motivation était de transmettre des informations au monde dit libre,
mais surtout Être créatif pendant l'Holocauste était aussi une manifestation de protestation -
les gens confrontés à un danger brutal, face à la mort, réagissent chacun différemment.
La réaction de l'artiste est artistique. C'est son arme,,. »

## Sélection d'expositions individuelles
- 1949 Musée municipal, Breslau, Pologne
- 1950 Musée municipal, Lodz, Pologne
- 1951 Musée Yad-Lebanim, Petah Tikva
- 1956 Musée d'art, Ein-Harod
- 1961 Musée d'art de Tel Aviv;
- 1961 Maison des artistes, Haïfa
- 1962 Maison des artistes, Jérusalem
- 1962 Galerie Saint-Placide, Paris
- 1963 Rider Gallery, Los Angeles;
- 1963 Merkup Gallery, Mexique
- 1975 Glezer Gallery, NY;
- 1975 Chelsea Gallery, São Paulo, Brésil
- 1976 Musée Yad-Lebanim, Petah Tikva
- 1979 Musée d'art d'Israël, Ramat-Gan
- 1980 Maison des artistes, Jérusalem;
- 1980 Maison des artistes, Tel Aviv;
- 1980 Ancienne galerie Jaffa
- 1981 Cité internationale des arts, Paris
- 1984 Musée Bat-Yam, Bat Yam
- 1985 Institut français de Tel Aviv
- 1985 Musée d'art de Petah Tikva (en), Israël
- 1987 Musée Herzog Anton Ulrich, Brunswick (Allemagne)
- 1988 Musée Zons, Dormagen Neuss;
- 1988 Kreishaus, Ludwigsburg
- 1991 Maison des artistes, Tel Aviv
- 1992 Galerie nationale, Lodz
- 1993 Galerie nationale Abakus, Varsovie
- 1994 State Gallery, Cracovie
- 1995 hôtel de ville de Gerlingen, Allemagne
- 1996 Musée Georges-Garret, Vesoul, France
- 1998 Galerie municipale Beit Ariela (en), Tel Aviv
- 2001 Musée de la maison des combattants du ghetto, kibboutz Lohamei Haghettaot, Israël
- 2002 Alexander Bogen - Dessins pour poèmes en yiddish, Musée Reuben et Edith Hecht, Université de Haïfa
- 2003 Exposition de dessin et de peinture, Beit Shalom Halechem, Tel Aviv
- 2005 Exposition de dessin et de peinture, Musée Bar'Am
- 2009 Galerie Whitebox, Munich
- 2010 Kreishaus, Ludwigsburg
- 2010 Institut russe, Tel Aviv

Une exposition des œuvres de Bogen a eu lieu en 2002 au Musée Hecht à Haïfa. Ses dessins, en particulier ceux qui ont survécu de sa vie de partisan, offrent une galerie de personnages et documentent l'histoire d'un peuple combattant pour sa vie pendant l'Holocauste. Parmi les dessins exposés figuraient des illustrations de poèmes de deux poètes yiddish : Mordechai Gebirtig et Abraham Sutzkever,.

## Monuments et peintures murales

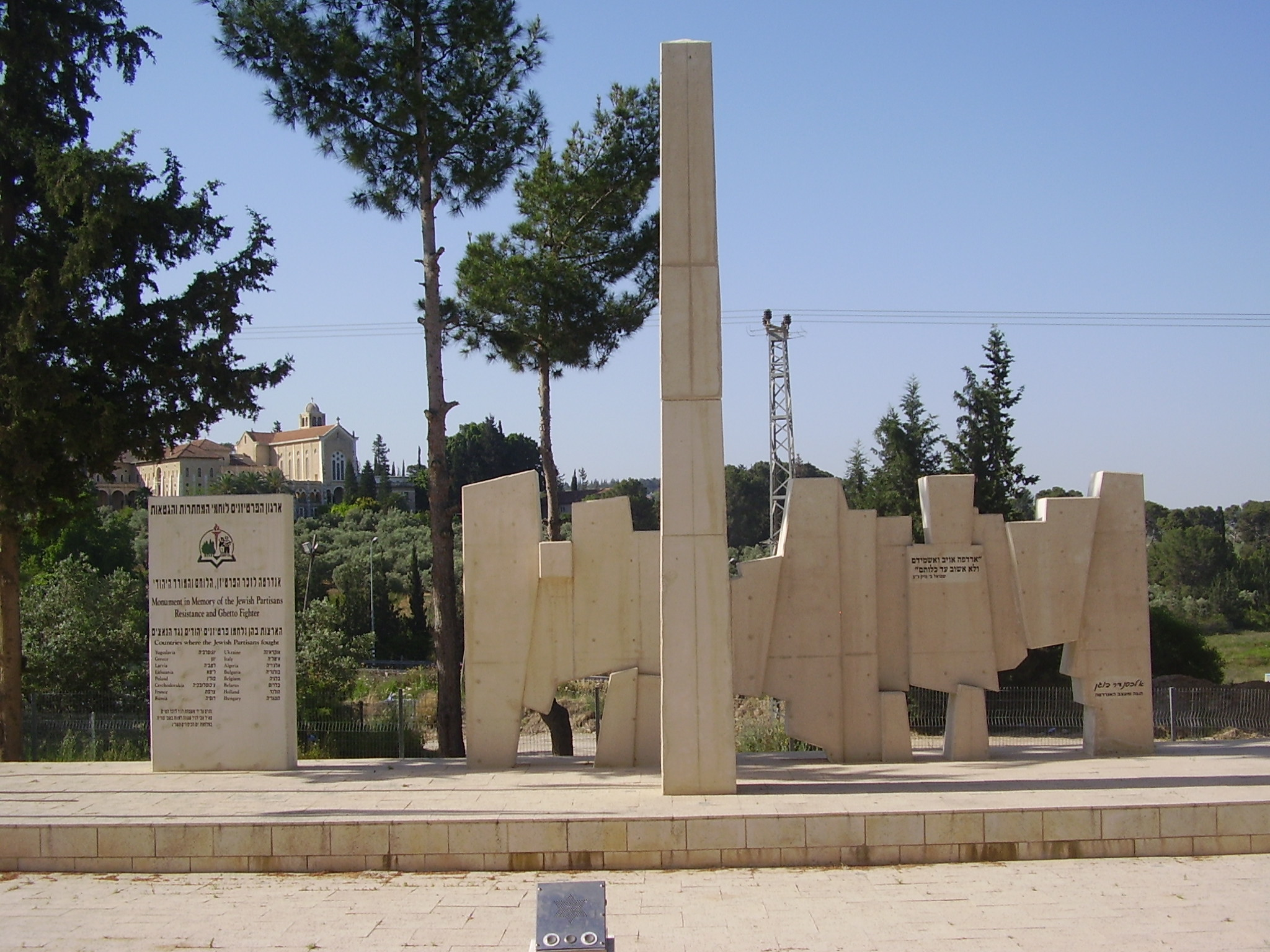
Monument aux partisans juifs et aux combattants du ghetto, à Latroun, réalisé par Alexander Bogen.

- «Revolt» - Partisan Museum, Tel Aviv
- «Holocauste» - Partisan Museum, Tel Aviv
- Vitrage, Institut Jabotinsky, Tel Aviv
- Vitrage, 14e lycée professionnel, Kiryal Hachinuch, Tel Aviv
- Monument commémorant l'Holocauste et la révolte, Musée Latroun, Jérusalem

## Prix
- Prix d'État 1951, Prix du gouvernement polonais
- 1961 Prix Histadrut, Israël
- 1962 Prix du ministère israélien de l'éducation et de la culture
- Prix 1980 de la Ligue maritime d'Israël
- 1982 Prix Néguev
- 1993 Médaille de la ville de Vesoul, France
- Prix Shalom Aleichem 1995, Israël